# Потолок Сикстинской капеллы
Потолок Сикстинской капеллы — роспись плафона (потолка) Сикстинской капеллы в Ватикане представляет собой цикл фресок Микеланджело, созданный в 1508—1512 годах по заказу папы Юлия II. Это произведение считается одним из признанных шедевров искусства Высокого Возрождения. Папа поставил перед Микеланджело сложнейшую задачу. Буонарроти считал себя скульптором, а не живописцем. Ему не приходилось ещё осуществлять столь масштабную работу в технике фрески, но мастер выполнил её в кратчайшие сроки.

## История создания

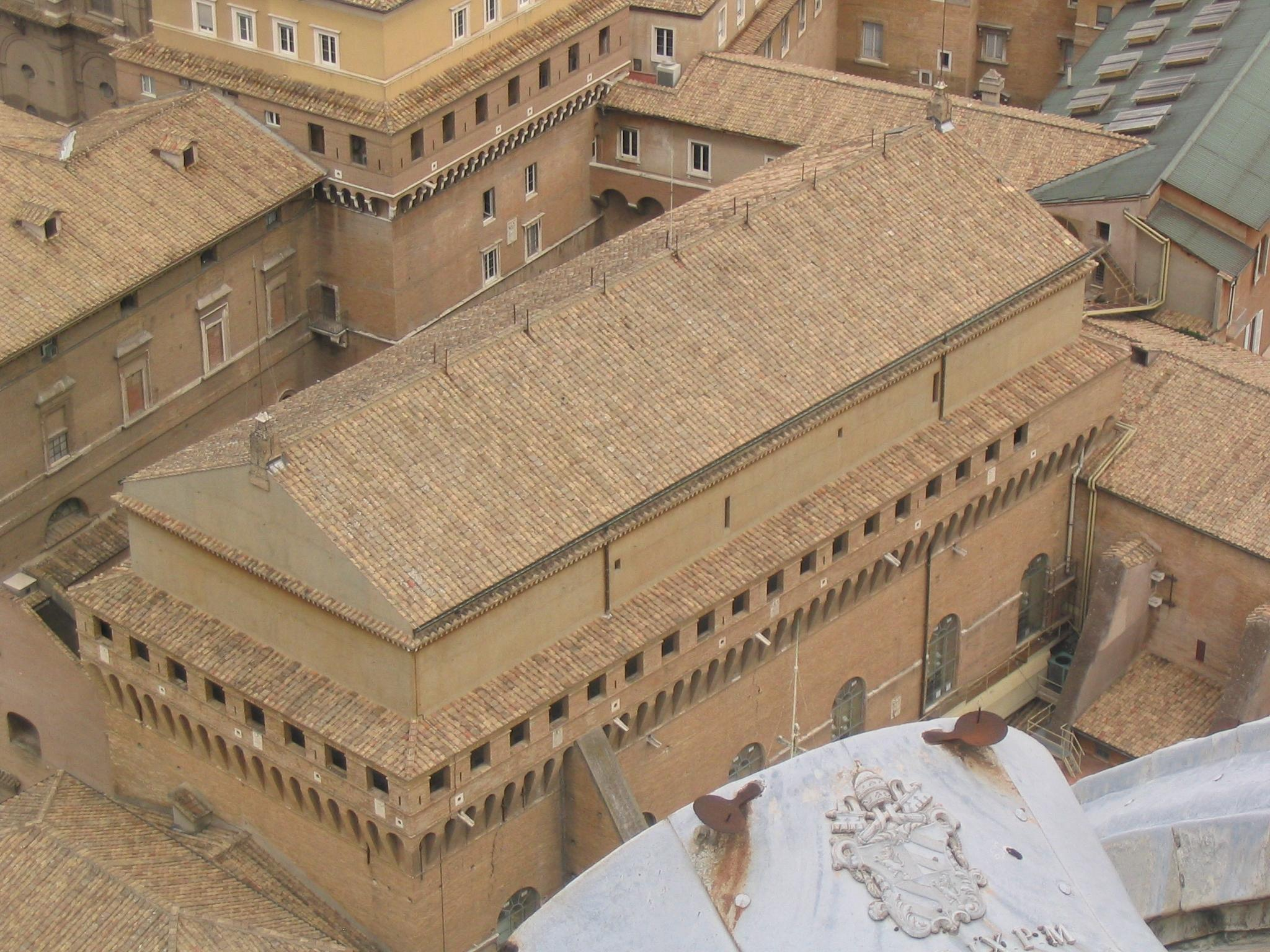
Вид на Сикстинскую капеллу с крыши собора Святого Петра

Большая папская капелла была построена в Ватикане между 1477 и 1480 годами папой Сикстом IV. Она предназначалась для проведения важных мероприятий, а с 1492 года там проводятся и конклавы. Стены Сикстинской капеллы были расписаны известнейшими живописцами конца XV века, в том числе Боттичелли, Гирландайо и Перуджино, левая сторона была отведена под историю Моисея, правая — сценам из жизни Христа, нижний уровень был украшен фресками, на которых написаны шпалеры с изображением папских регалий и гербов рода Делла Ровере. Цилиндрический свод капеллы был декорирован художником Пьерматтео д’Эмилией по моде того времени — под звёздное небо. В мае 1504 года на своде капеллы появилась трещина, Сикстина была закрыта на шесть месяцев для реконструкции. Браманте укрепил южную стену сооружения, под его сводом были установлены тяги. Треснувший потолок капеллы заделали кирпичами на известковом растворе. Папа Юлий II, племянник Сикста, пожелал, чтобы свод капеллы был декорирован заново.
Весной 1506 года у Микеланджело с папой произошла крупная размолвка из-за грандиозного проекта папской гробницы, которому мастер отдал много сил и с которым он связывал большие ожидания. Юлий II отказался оплатить мрамор, приобретённый Микеланджело для статуй гробницы. Разъярённый художник покинул Рим и лишь после многократных призывов Юлия встретился с папой и просил у него прощения. Однако о продолжении работы над гробницей речи уже не было. Согласно сообщению Вазари, Браманте, недоброжелатель Микеланджело, опасаясь, что скульптор блистательно выполнит проект и затмит им всех, убедил Юлия, что строить гробницу при жизни — плохое предзнаменование. Браманте же предложил поручить роспись свода капеллы Микеланджело, вероятно, надеясь, что тот, никогда не занимавшийся фреской, не справится с поставленной задачей. По другой версии, сам папа желал поручить Микеланджело работу в капелле, об этом 10 мая 1506 года писал художнику его друг флорентинец Пьеро ди Якопо Россели. Браманте усомнился в Микеланджело, так как тот не имел достаточного опыта в подобных работах, а Россели вступился за честь земляка. Это письмо опровергает распространённое среди биографов Микеланджело мнение, что именно Браманте подал идею папе, желая дискредитировать своего соперника.
Микеланджело мог познакомиться с техникой фрески в мастерской Гирландайо, где он обучался около 1487—1488 годов. В то время Гирландайо работал над фресками в капелле Торнабуони во флорентийской церкви Санта-Мария-Новелла. Однако в течение долгих лет Микеланджело не практиковался в ней, работая как скульптор, а не как живописец. Лишь однажды ему пришлось принять участие в своеобразном соревновании с Леонардо да Винчи: обоим художникам было поручено расписать фресками зал Большого совета (Салона пятисот) дворца Синьории во Флоренции. Картон для фрески «Битва при Кашине», выполненный Микеланджело, вызвал всеобщее восхищение и долгие годы служил учебным пособием для других художников. Однако Микеланджело так никогда и не приступил к росписи зала Большого совета.

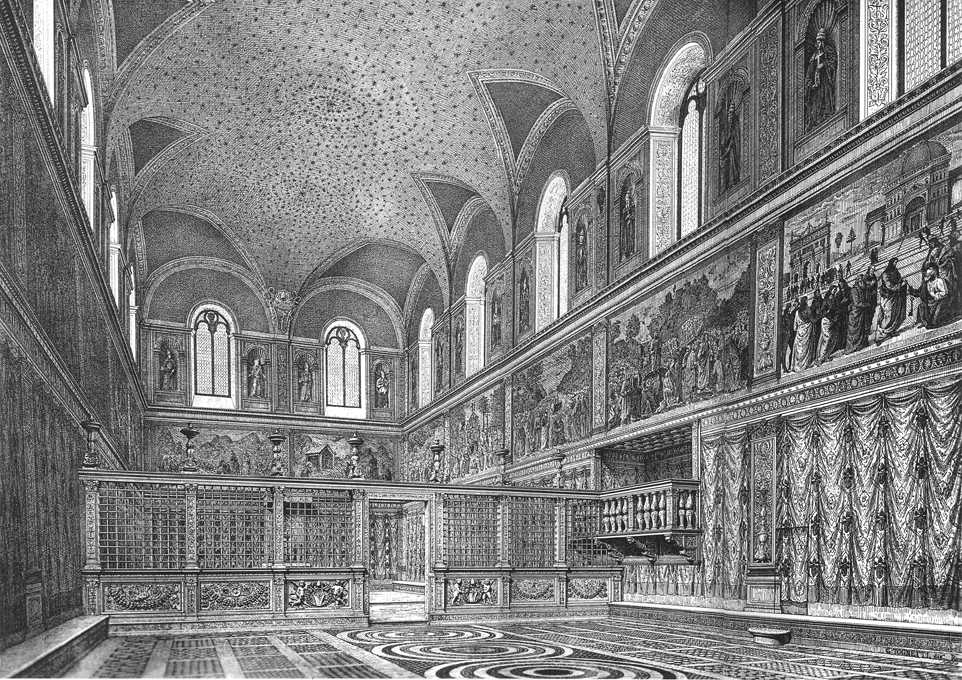
Интерьер Сикстинской капеллы около 1481 года. Реконструкция. Гравюра XIX века

Тем не менее Микеланджело взялся выполнить заказ, вероятно, желая показать, что не отступит перед трудностями и не побоится неизбежных сравнений с великими флорентийскими мастерами, рядом с которыми он сформировался как художник. Все указывает на то, что Микеланджело принял поручение не так уж неохотно, и позволяет предположить, что этот заказ папы он рассматривал как средство доказать своё мастерство. Договор был заключён 8 мая 1508 года, и 10 мая того же года Микеланджело получил первый задаток, «для работы, которую я начинаю сегодня», речь велась о подготовительных рисунках, поскольку необходимые помощники для работы непосредственно над фресковой росписью потребовались только осенью.
Первые месяцы были заняты разработкой подготовительных рисунков и картонов, строительством лесов и подготовкой поверхностей под роспись, которой занялся мастер Пьеро Росселли. 10 июня 1508 года работы в капелле уже начались, так как папский церемониймейстер Парис де Грассис зарегистрировал, что во время литургии произошло падение штукатурного раствора.
Для работы над сводом Микеланджело были необходимы леса, которые не мешали бы проводить в капелле службы. Первые леса спроектировал Донато Браманте, предложивший подвесить настил с помощью тросов, закреплённых на потолке. Недостаток этого способа состоял в том, что для лесов необходимо было пробить отверстия в своде, которые могли разрушить потолок, а после окончания работы их невозможно было бы заделать.

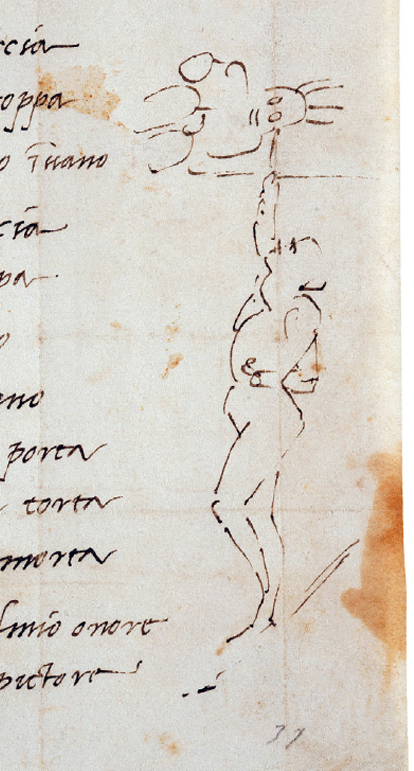
Отрывок из письма Микеланджело с его сонетом и автошаржем: художник, расписывает Сикстинский потолок. 1510. Каза-Буонароти, Флоренция

Микеланджело построил «летящие» леса — настил, опирающийся на крепления, вмонтированные с помощью нескольких небольших отверстий в стены, около верха окон. Такой тип лесов, адаптация известной конструкции, позволял работать сразу по всей ширине свода. Так как настил опирался на балки, которые крепились в стенах, не было необходимости в опорах, располагавшихся на полу, что экономило древесину и не препятствовало использованию капеллы. Согласно сообщению ученика и биографа Микеланджело Асканио Кондиви, ниже лесов был натянут экран из ткани для предотвращения падения краски и раствора. До настоящего времени сохранились грубо заделанные штукатуркой и незакрашенные отверстия у основания люнетов, в которых были крепления балок. Снизу их не видно из-за выступов карниза. Эти отверстия были снова использованы для крепления лесов при последней реставрации свода капеллы в 1980—1984 годах, но балки использовались уже не деревянные, а стальные.
Вопреки распространённому утверждению, согласно которому художник был вынужден работать лёжа, Микеланджело стоял на лесах, запрокинув голову далеко назад. Трудности работе добавляло освещение: дневной свет, проникавший через окна и настил, дополнялся неоднородным светом свечей и ламп. После длительной работы в таких условиях Микеланджело долгое время мог читать, только держа текст высоко над головой. Сохранилось письмо к Джованни да Пистойе с юмористическим сонетом, описывающим мучения художника, где на полях он изобразил себя во время работы в капелле. Несколько лет, проведённых под сводом капеллы, пагубно отразились на здоровье Микеланджело: он страдал артритом, сколиозом и инфекцией ушей, развившейся из-за краски, попадавшей на лицо.

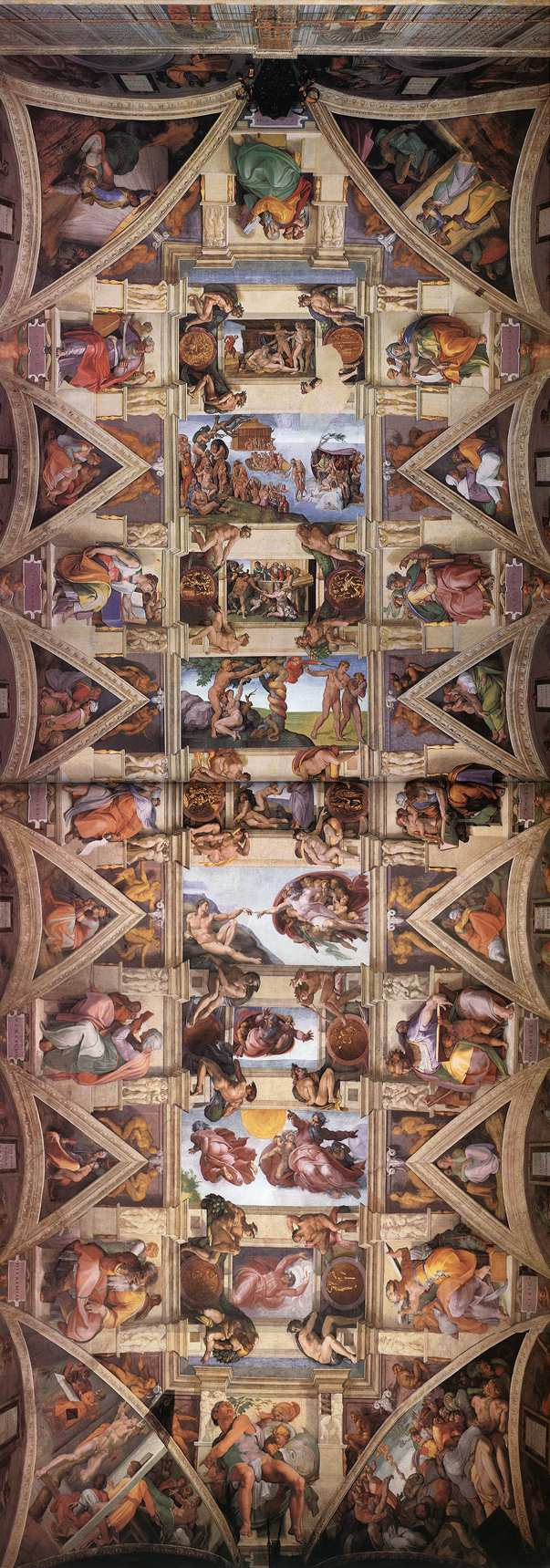
Потолок Сикстинской капеллы

На первом этапе работы Микеланджело столкнулся с неожиданной проблемой. Интонако, слой штукатурки, на который, пока он не высох, наносятся краски, из-за повышенной влажности, характерной для климата Рима, стал покрываться плесенью. Сообщения Кондиви и Вазари о плесени, появившейся на готовых фресках, подтвердились во время последней реставрации свода (дерево, которое использовали строители, было заражено плесневым грибом). Микеланджело был вынужден сбить повреждённую роспись и продолжить работу с новым, более устойчивым к плесени раствором с большим количеством песка, предложенным одним из его помощников, Якопо л’Индако. С того времени новый состав раствора для интонако получил широкое распространение в Италии.
Микеланджело начал работу с дальнего конца здания, противоположного алтарю, с последней сцены «Опьянение Ноя», двигаясь, по мере выполнения росписи, к алтарной стене. В первых трёх эпизодах, связанных с Ноем, фигуры персонажей гораздо меньше, количество же их больше, чем в секциях, посвящённых истории сотворения мира. Частично это объясняется самой темой, связанной с историей человечества, но ещё и тем, что план художника претерпел изменения в процессе проведения работ: все фигуры в той части потолка, включая пророков и Ignudi (обнажённых юношей-рабов), несколько меньше, чем в центральной секции. По мере продвижения к алтарной стене, где изображения становятся более масштабными, Микеланджело достигает наивысшей архитектонической ясности своего замысла. Сцена, созданная хронологически позднее всех остальных, но являющаяся началом всего цикла — «Отделение света от тьмы» — была написана буквально «на одном дыхании», за рабочий день. Начальный этап художник проделал с привлечением помощников, так, сцену Всемирного потопа писали в том числе Джулиано Буджардани и Франческо Граначчи. Сообщение Вазари о том, что однажды Микеланджело пришёл в капеллу раньше всех и запер дверь, чтобы туда, пока он работал, никто не вошёл, вряд ли соответствует действительности. Во время реставрации 1980—1999 годов было обнаружено, что ученики помогали Микеланджело в создании всех трёх композиций из истории Ноя. Художник, пишущий фреску, не мог единолично готовить грунт под роспись, переводить на него рисунок с подготовительного картона, выполнять другие вспомогательные работы. Вероятно, Микеланджело помогали несколько человек, которые выполняли архитектурные имитации и фигурки путти.
По мнению Шарля де Тольная, весь цикл был создан в три этапа. Условные стилистические границы росписи проходят поперёк свода: первый этап завершается «Жертвоприношением Ноя», второй — «Сотворением Евы». Предположение того же Тольная, что Микеланджело сначала выполнил фрески потолка, а потом, в течение последнего года, люнетов и парусов, для чего пришлось монтировать специальные леса, в настоящее время кажется неправдоподобным. По сообщению Вазари, после «Сотворения Евы» 1 ноября 1509 года леса были разобраны, с тем, чтобы быть смонтированными в другой половине капеллы, и весь Рим пришёл посмотреть открывшиеся фрески. Это была бесценная возможность для Микеланджело увидеть композицию снизу. Заметив, что панели слишком переполнены, а персонажи просматриваются на такой высоте неразборчиво, он изменил стиль росписи: после Грехопадения и Изгнания из Рая и Сотворения Евы изображения стали более лаконичны, рисунок смелым, фигуры героев крупнее, их жесты проще и выразительней. Несмотря на то, что изменения в почерке художника очевидны, в комплексе все сцены смотрятся гармонично. Единство восприятия обеспечивает колористическое решение с использованием чистых сильных тонов, первоначальную яркость которым вернула завершённая в 1994 году реставрация.
В августе 1510 года из-за нехватки денег в папской казне было приостановлено финансирование проекта. Юлий II выехал из Рима для участия в боевых действиях: в сентябре Микеланджело писал отцу, что папа далеко и не оставил приказа об оплате выполненной работы и авансирования её второй части. Через несколько недель художник направился в Болонью, чтобы разыскать папу, в Рим он вернулся только в декабре, так и не повидав Юлия.
Только в июне 1511 года папа возвратился в Рим и заставил демонтировать настилы, чтобы увидеть результат. По свидетельству Париса де Грассиса, между 14 и 15 августа 1511 года, в праздник Вознесения Девы Марии, которой посвящена капелла, папа пришёл в капеллу посмотреть роспись свода. В последний год работы Юлий II принуждал Микеланджело ускорить её завершение, художник трудился в бешеном ритме. Фрески, завершающие цикл, выполнены без особой детализации, более обобщённо, но не менее эффектно. В октябре 1511 года Микеланджело писал отцу, что роспись капеллы закончена, и папа остался доволен его работой.
Полностью фрески были завершены осенью 1512 года, по словам того же Вазари, папа считал, что на потолке слишком мало синего и золотого цветов, и фрески выглядят «бедно». Микеланджело отвечал на замечание понтифика, что на своде изображены святые люди, а они не были богатыми. В записях Париса де Грассиса отмечено, что 31 октября 1512 года произошло торжественное открытие Сикстинской капеллы.

## Разработка художественной программы
Папа Юлий пожелал видеть роспись с гротесками, которые вошли в моду после обнаружения на Эсквилинском холме древнеримских гротов. Первоначальный проект предусматривал изображения над парадным входом Иисуса, а по краю потолка в двенадцати треугольниках — апостолов (в окончательной версии их места заняли пророки). Центральная часть должна была быть заполнена геометрическим орнаментом. Об этом писал гораздо позднее, в 1523 году, в послании Джан Франческо Фаттуччи сам Микеланджело. Сохранились от первоначального проекта два подготовительных рисунка: один, с изображением фрагментов фигур апостолов, в настоящее время находится в Британском музее, другой, с декоративными композициями для ниш — в Детройтском институте искусств.
Из письма 1523 года известно, что Микеланджело добился от папы возможности расширить иконографию по собственному желанию, заявив, что фрески с апостолами — «бедная вещь», так как апостолы были сами бедны. Письмо это написано через много лет, когда уже умерли те, кто мог опровергнуть или подтвердить его слова.
Для новой программы фрески был выбран рассказ о «первом возрасте» истории мира — ante legem (до дарования закона Моисея). Отсутствуют сведения о том, полностью ли была доверена разработка программы росписи художнику, возможно, он получал консультации от теологов: францисканца Марко Виджеро и проповедника Эджидио да Витебро. Новая программа росписи свода осуществила связь с фресками боковых стен капеллы — от истории Моисея к жизни Христа. Зона люнетов и треугольников над окнами — нижний пояс фресок свода — отведена теме человека земного и предков Христа; средний пояс — пророки и сивиллы, обладающие особым знанием, пониманием божественного, предсказавшие приход Спасителя. Центральный пояс свода включает девять эпизодов из Книги Бытия от истории о сотворении мира до опьянения Ноя. Девять сцен, по три в каждой группе, раскрывают темы Бога-творца до создания человека, Бога и человека в раю, человека, изгнанного из рая. На четырёх распалубках свода в углах капеллы представлены ветхозаветные истории спасения народа Израиля. В окончательной версии изображения пророков, сивилл, Ignudi (обнажённых) перекликаются с фигурами из первого проекта для гробницы папы Юлия.
Вероятно, при разработке иконографической программы было принято во внимание значение трансепта, который делит пространство на сакральное и мирское. В пору работы Микеланджело над росписью он находился ближе к алтарю под границей между сценами Грехопадения и Сотворения Евы. Центр свода занимает композиция Сотворение Евы — согласно христианской догме второй Евой, «непорочной», призванной исправить деяния Евы-грешницы, является Дева Мария, которая также олицетворяет церковь. Таким образом, в капелле, посвящённой Деве Марии, раскрывается конвергенция Ева — Мария — Церковь.

## «Архитектонический каркас»

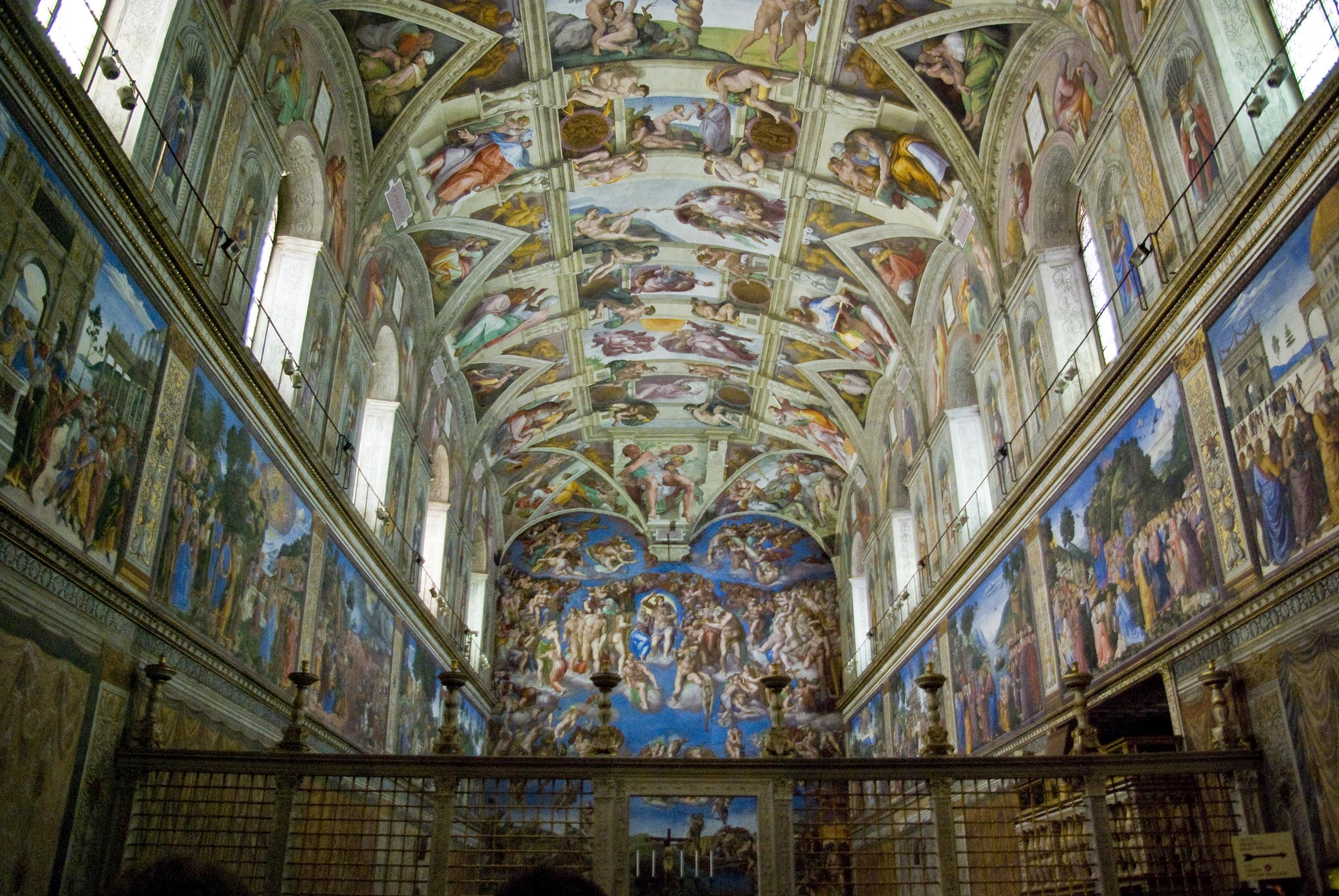
Интерьер Сикстинской капеллы. Расположение фресок потолка относительно других росписей. В глубине — алтарная стена с фреской Микеланджело «Страшный суд» (1537—1541). В пору работы Микеланджело над фресками потолка алтарную стену занимала фреска Перуджино «Вознесение Марии»

Сикстинская капелла представляет собой прямоугольное в плане здание длиной 40,5 м и шириной 14 м. Высота капеллы — 20 метров. Стены капеллы разделены на три горизонтальных уровня, в верхнем ряду с каждой стороны располагается шесть окон. Ещё два окна, находившиеся в алтарной стене, были заделаны, когда Микеланджело писал фреску «Страшный суд». Большие паруса поддерживают свод. Пазухи свода, сформированные парусами над каждым окном, направлены вершинами к своду. Несколько выше уровня парусов потолок плавно скруглён. Художник Пьерматтео д’Эмилия декорировал потолок под ночное небо, усыпанное звёздами, подобно своду падуанской Капеллы дель Арена, расписанной Джотто. Роспись Микеланджело не походит ни на одну плафонную роспись, из тех, что были выполнены в конце XV — начале XVI веков итальянскими художниками. Пинтуриккьо (плафоны хора церкви Санта-Мария-дель-Пополо и библиотеки Пикколомини), Перуджино (Колледжо-дель-Камбио), Рафаэль (Станца делла Сеньятура) — придавали своду плоскостной характер, который усиливало широкое использование золочения. Микеланджело имел дело с помещением более внушительных размеров, что вынудило его идти по другому пути для решения поставленной задачи. Реальную архитектуру капеллы Микеланджело преобразил с помощью создания написанного на потолке иллюзорного архитектонического каркаса. В настоящее время свод потолка производит впечатление грандиозного архитектурного сооружения, богатый декор которого не подавляет, а создаёт впечатление расширения изобразительного пространства сравнительно небольшого в действительности помещения.
Для усиления архитектурной выразительности Микеланджело разбил монотонную поверхность на компартименты с помощью ложных элементов (рёбер, карниза, пилястров), выполненных в технике тромплёй, подчеркнув линию изгиба свода. Десять рёбер из травертина, пересекая потолок, делят его на зоны, где разворачивается главное повествование цикла, они создают «сетку», в которой каждому персонажу отведено определённое место. Карниз, огибающий плафон, акцентируя линию сопряжения криволинейной и горизонтальной поверхностей свода, отделяет библейские сцены от фигур пророков, сивилл и предков Христа. В декоре свода повторяется изображение жёлудя — символ семьи Делла Ровере, к которой принадлежали Сикст IV и Юлий II. Другой мотив — раковина, один из символов Мадонны, предположительно ей была посвящена капелла в 1483 году. Большинство фигур этой иллюзионистской архитектуры имеет, вероятно, лишь декоративное значение. Это пары «мраморных» путти на консолях, поддерживающих рёбра; каменные головы баранов в вершинах пазух свода; нагие фигуры в причудливых позах, размещённые между пазухами и рёбрами как живые подставки для книг; и большие путти, держащие таблички с именами пророков и сивилл. Над карнизом, напротив малых центральных панно, располагаются круглые щиты, или медальоны. Они поддерживаются двадцатью обнажёнными юношами, иньюди (ignudi), которые сидят на постаментах, опираясь на ложный карниз. Конфигурация капеллы препятствовала выбору центральной точки зрения, которой должно было быть подчинено всё изображение, поэтому Микеланджело рисовал фигуры фронтально, лишь слегка обозначая изгиб потолка. Безукоризненное структурное единство достигнуто благодаря иллюзионистической архитектуре, чётко выверенным, с подчёркнутым ритмом, положением в пространстве персонажей, прежде всего тех, что не вовлечены в повествовательные сцены: Ignudi и пророков и сивилл.

## Техника росписи

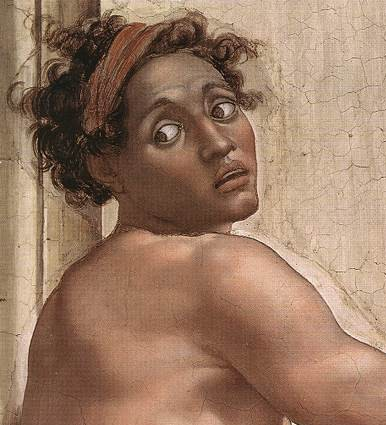
Границы слоя штукатурки, положенного для работы дня, видны вокруг головы и руки Ignudo

Так как Микеланджело работал в технике аффреско, каждый день укладывался слой штукатурки такой площадью, какую мог записать художник за один день, дневная норма фрески называлась джорната. Слой штукатурки, не покрытый росписью, удалялся, края срезались наискось наружу, зачищались, новая джорната приштукатуривалась к уже готовым фрагментам. Границы в виде небольших утолщений (вульты) между джорнатами всегда остаются немного видимыми и дают возможность изучать ход процесса росписи. Для художников был распространённой практикой перенос на штукатурку рисунка, выполненного на картоне в натуральную величину — на многих фресках сохранились небольшие проколы по контуру фигур. В первый этап работ Микеланджело использовал традиционный метод переноса рисунка припорошиванием углём через проколы в картоне. Во второй части росписи он чертил рисунок по штукатурке острым стилом. Эти линии были хорошо изучены во время последней реставрации при боковом освещении. Микеланджело, накладывая краски, иногда заходил за намеченные контуры, а нередко рисовал пальцами, не прибегая к помощи кисти. В изображениях предков Христа на люнетах нет следов использования подготовительного картона: контуры рисунка художник наносил кистью непосредственно на интонако. На одних участках поверхности заметны сделанные его рукой импульсивные зарисовки, на других — следы сетки, при помощи которой он переносил рисунок с миниатюрного эскиза. Микеланджело рисовал по влажной штукатурке, используя технику отмывки для покрытия широких областей цветом, затем, после высыхания поверхности, он повторно проходил эти области, добавляя оттенки и прорисовывая детали. Для изображения текстурированных поверхностей, таких как волосы на лице или структура дерева, он использовал широкую кисть с редкой щетиной.

## Содержание

Схема росписи свода

Главная тема цикла — доктрина потребности человечества в Спасении, даруемом Богом через Иисуса. Визуальная метафора необходимости в согласии с Богом человечества. Ветхий Завет (история Моисея) и Новый Завет (история Христа) представлен на фресках стен капеллы, созданных за четверть века до того, как Микеланджело начал работу над плафоном. Основная повествовательная нагрузка возложена на центральную часть свода, где размещены девять сцен из Книги Бытия, — четыре больших фрагмента представляют эпизоды: Сотворение светил и планет, Сотворение Адама, Грехопадение и Изгнание из Рая, Потоп. Указанные сцены чередуются с меньшими по размеру панно: Отделение света от тьмы, Отделение суши от вод, Сотворение Евы, Жертвоприношение Ноя и Опьянение Ноя. По углам малых панно располагаются фигуры идеально сложенных нагих юношей, Ignudi, красота их тел — хвала созданного Творцом. Основные сцены обрамлены фигурами двенадцати мужчин и женщин — пророков и сивилл. В люнетах над окнами часовни расположены имена предков Христа, надписи сопровождены их изображениями. Ещё выше, в треугольных пазухах сводов, представлены восемь групп людей, не отождествлённых с определёнными библейскими персонажами. Цикл завершают четыре сцены спасения в угловых распалубках свода, каждая иллюстрирует драматическую библейскую историю: Юдифь и Олоферн, Давид и Голиаф, Медный змий, Наказание Амана. Цикл повествует о создании Богом прекрасного Мира и человека, впадении человека в грех и его отделении от Бога. История человека продолжилась в грехе и позоре, за что последовало наказание — Всемирный потоп. Через Давида и Авраама, предков Иисуса Христа, Бог послал спасителя человечества. Приход Спасителя предсказали пророки Израиля и сивиллы Древнего мира. Различные компоненты росписи связаны с этой христианской доктриной. Традиционно Ветхий Завет воспринимался как параллель Нового Завета. Эпизоды и персонажи Ветхого Завета обычно символически связывались с жизнью Иисуса или важнейшими таинствами христианства: крещением, евхаристией. Например, Иона, часто изображаемый со своим атрибутом — большой рыбой, — обыкновенно ассоциировался со страданиями Иисуса и призывом мира к покаянию. В то же время в росписи плафона определённо прослеживается приверженность ренессансным идеалам, возможно даже стремление примирить христианство с философией гуманизма. В XV веке в Италии, и во Флоренции в частности, где было сильно увлечение классической литературой и учениями Платона, Сократа, сочетание античной философии и христианских доктрин было популярной идеей. В молодости Микеланджело получал образование в Платоновской академии, созданной семьей Медичи во Флоренции. Он был знаком с ранними, вдохновлёнными идеями гуманизма, скульптурными работами, такими как бронзовый Давид Донателло, своеобразным ответом которому стал мраморный Давид Микеланджело, установленный на торговой площади у Палаццо Веккьо, дома совета Флоренции. Во фресках свода Сикстинской капеллы Микеланджело представил два пути — христианский и гуманистический, которые не противоречат друг другу. У иконографии росписи были различные интерпретации в прошлом, некоторые положения которых подвергают сомнению современные исследователи. До сих пор не удалось полностью идентифицировать фигуры в люнетах и пазухах сводов. Пока не определён письменный источник, если таковой существовал, теологической программы росписи. Открыт вопрос самостоятельно ли художник разработал иконографию свода, исследователи также задаются вопросом насколько нашло отражение в этой работе собственное духовное и психологическое состояние Микеланджело.

## Девять сцен из Книги Бытия
Основной раздел цикла составляют девять сцен из Книги Бытия, первой книги Библии. Картины делятся на три группы из чередующихся больших и малых сцен. Тема первой группы изображений — создание Богом Небес и Земли. Второй — создание первых мужчины и женщины, Адама и Евы, их грехопадение и изгнание их из Рая. Третьей — испытания, выпавшие на долю человечества. В расположении сцен в рамках трёх тематических групп нарушена хронология. Группы построены по канонам средневекового триптиха, когда центральная панель повествует о главном событии, а картины, обрамляющие её, дополняют рассказ. Последовательность эпизодов построена так, чтобы зритель, стоящий у входа в капеллу, начинал рассматривать сцены от алтарной стены. Это трудно заметить рассматривая репродукцию росписи, но становится очевидным при непосредственном посещении капеллы.

### Создание Небес и Земли

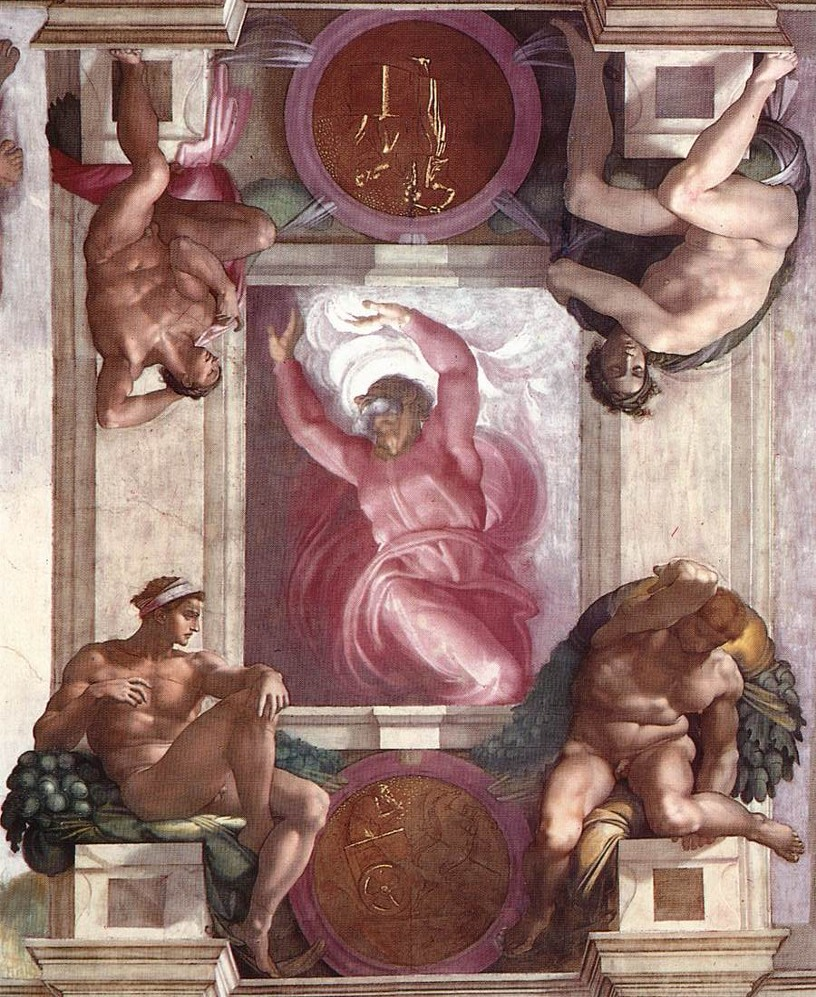
Первый день Создания. Отделение света от тьмы

Три эпизода Создания иллюстрируют первую главу Бытия. Цикл начинается с первого дня: Бог создаёт свет и отделяет свет от тьмы. События следующего, второго дня, — отделение суши от вод, в нарушение хронологии вошли в третью сцену. В центральной фреске группы, самой большой из трёх, Творец изображён дважды. В день третий Бог создает Землю и растительность, в четвёртый — светила (Солнце и Луну), чтобы управлять ночью и днём, временем и сезонами года. Согласно Книге Бытия, на пятый день Бог создал животный мир, но Микеланджело пропустил эту часть повествования.
Три сцены, законченные на последней стадии работы над росписью, — самые динамичные из всех фресок свода. О первом эпизоде Вазари говорит, что «… Микеланджело изобразил Бога, во всём своём величии отделяющего Свет от Тьмы, то, как парит он с распростёртыми руками, и в этом сказались вся любовь его и его мастерство».
По традиции при изображении одеяний Бога использовался синий цвет. Однако Юлий II выделил недостаточную сумму для приобретения ультрамарина, а менее дорогой лазурит применялся в росписи секко, что для Микеланджело, работавшего в технике чистой фрески, было неприемлемо. Художник вышел из положения, избрав для одежд Творца красновато-лиловый цвет, который в остальных частях цикла почти совсем не появляется.

### Адам и Ева

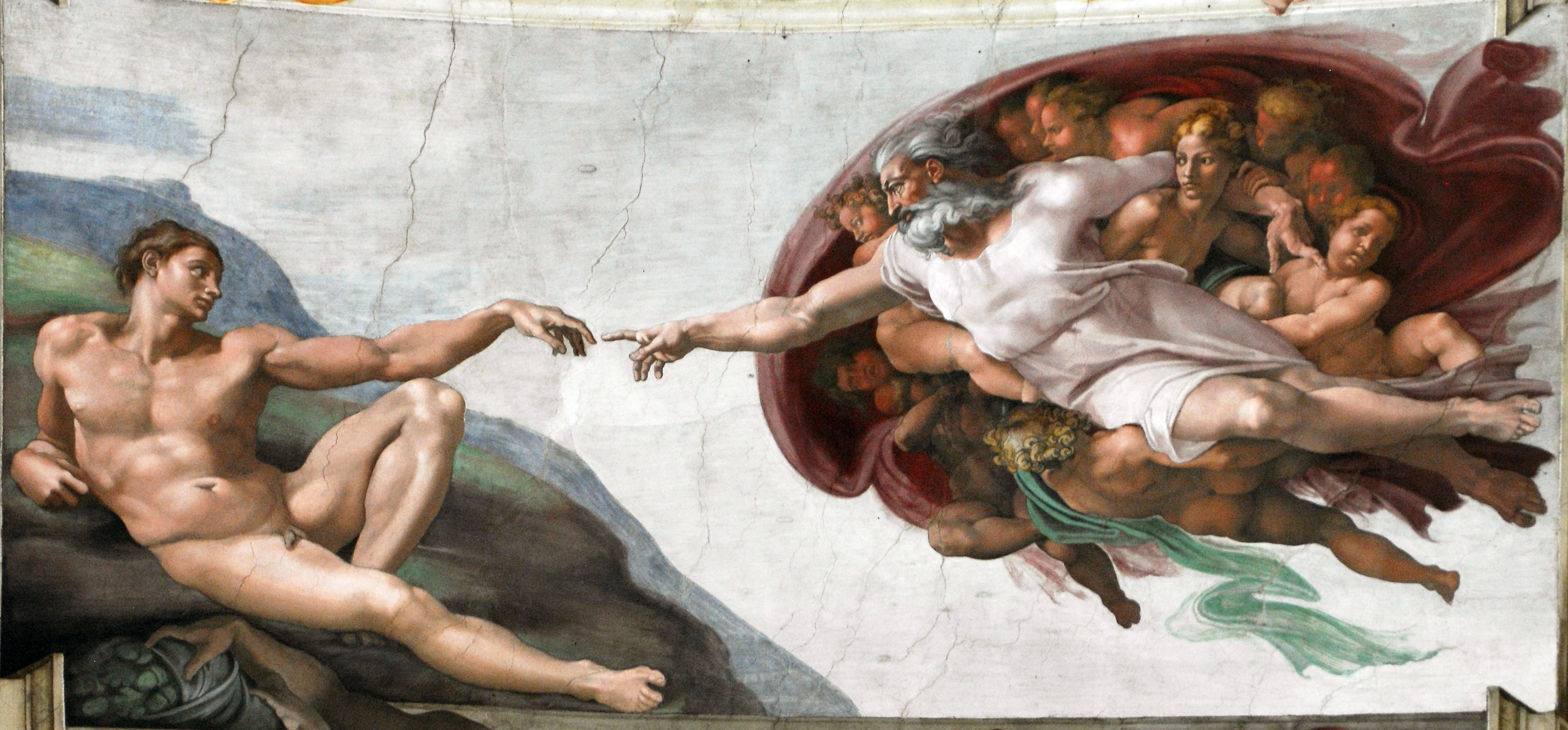
Сотворение Адама

Центр плафона Микеланджело отвёл истории Адама и Евы. В этом блоке изображений два больших фрагмента фланкируют малый. Первый эпизод из центральной группы — Сотворение Адама — одно из наиболее знаменитых изображений в истории мировой живописи. Микеланджело создал абсолютно новую иконографию, выбрав момент, когда Бог протягивает руку просыпающемуся Адаму, передавая ему жизнь. Центральный мотив композиции — две протянутые навстречу руки. Энергичное движение Создателя, окружённого свитой, подчёркнуто необыкновенно гармоничной позой первого человека на Земле. Вазари, описывая фреску, говорил об Адаме, что тот производит впечатление действительно сотворённого Богом, а не написанного «кистью и по замыслу человека». Мнения исследователей относительно того, кого представляет женская фигура в свите Творца, расходятся. Одни склонны видеть в ней Марию, однако это предположение сомнительно. По мнению других, это Ева, появление которой уже задумано Создателем. Существует также гипотеза, что это образ Божественной мудрости (Софии), присутствовавшей при сотворении Богом мира, об этом говорится в библейских Притчах (8:23, 27—31) и в «О граде Божьем» Августина (кн. IX, ст. IV). Как считал Лео Штейнберг, внизу слева в тени изображены Люцифер и Вельзевул, которые отказывались признать, что Адам был венцом творения Создателя. По мнению того же Штейнберга, левой рукой Творец опирается на младенца Христа, однако эта гипотеза не поддерживается другими исследователями. Двойная складка плаща, охватывающего всю божественную свиту, играет роль границы между Христом и Люцифером.
Тема центральной сцены, где Бог создаёт Еву из ребра спящего Адама, была взята из второй главы Книги Бытия, описывающей несколько иной порядок Сотворения мира. Микеланджело повторяет композицию рельефа «Сотворение Евы» Якопо делла Кверчи, из обрамления дверей Базилики Сан Петронио в Болонье. Произведения делла Кверчи художник изучал в юности.
В заключительной картине истории Адама и Евы Микеланджело соединяет две сцены: Грехопадения и Изгнания из Рая. Слева Ева, доверчиво принимающая плод из руки Змея, и Адам, нетерпеливо выбирающий плод для себя; справа — ангел с мечом изгоняет их из Рая, в мир, где они потеряли вечную молодость и бессмертие.

### История Ноя

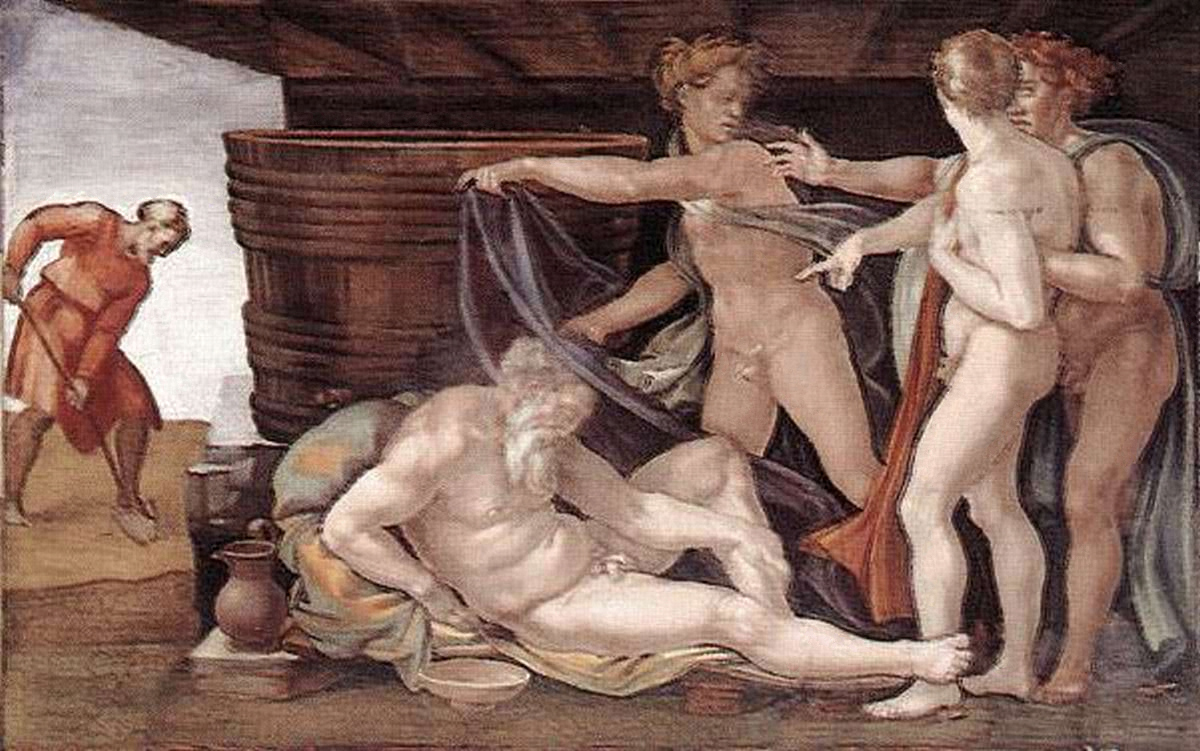
Опьянение Ноя

Как и в первом триптихе, последовательность картин в истории Ноя (сюжеты взяты из шестой, седьмой и девятой глав Бытия), является тематической, а не хронологической. Первую панель с жертвоприношением Ноя Вазари ошибочно считал жертвоприношением Каина и Авеля. Традиционно считается, что тема фрески — принесение жертвы семьей Ноя после благополучного спасения от Великого Потопа, погубившего всё остальное человечество.
Картина Всемирного Потопа занимает центральное место в истории Ноя. В то время, как отчаявшиеся люди выбираются на клочок суши, не покрытый водой, на заднем плане виден ковчег, в котором спасается семья Ноя. Эта панель с самым большим количеством персонажей по сравнению с остальными фресками.
Заключительная сцена Опьянение Ноя. Высадившись на сушу, Ной выращивает виноград. Ной, возделывающий землю изображён на заднем плане слева. Сделав вино, он выпивает его и засыпает обнажённым. Его младший сын, Хам, насмехаясь, показывает отца двум своим братьям Симу и Иафету. Старшие дети почтительно накрывают Ноя плащом. Хам был проклят Ноем, его потомки должны были служить потомкам Сима и Иафета. Три картины истории Ноя символизируют длинный путь, проделанный от Божественного создания до грешного человека. Однако именно через Сима и его потомков, израильтян, в мир должно прийти Спасение.

## Щиты

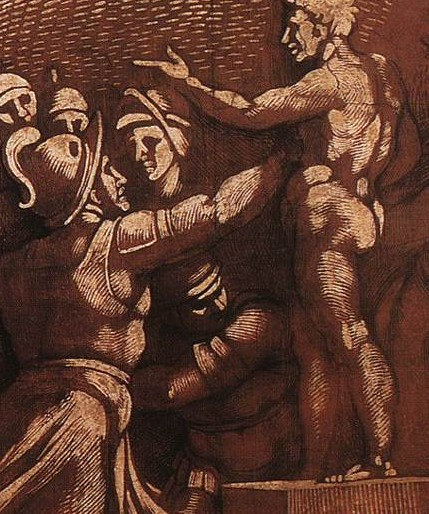
Деталь The Idol of Baal, чёрным цветом подчёркнуты линии, золотом моделируются формы

Рядом с малыми библейскими сценами, поддерживаемые Ignudi располагаются десять круглых парадных щитов, иногда описываемых как имитация бронзы. Известны образцы подобных щитов начала XVI века, выполненные из дерева, с позолотой и лаком. На каждом из щитов в капелле изображён сюжет из Ветхого Завета или Книг Маккавеев. Выбраны наиболее тяжёлые эпизоды истории, единственным исключением кажется взятие Илии на небо в огненной колеснице, свидетелем которого стал пророк Елисей.
Сюжеты щитов (медальонов):
- Авраам, собирающийся принести в жертву своего сына Исаака
- Разрушение идола Баала
- Убийство служителей Ваала
- Убийство Урии
- Натан священник, осуждающий Царя Давида за убийство и супружескую измену
- Смерть Авессалома
- Иоав, приближающийся к Авениру, чтобы убить его
- Убийство Иорама
- Вознесение Илии
- Изображение на медальоне частично утрачено

В четырёх из пяти наиболее проработанных «медальонов» пространство переполнено борющимися фигурами, подобными изображённым на картоне Микеланджело «Битва при Кашине».
Применение позолоты на щитах, в отличие от основной росписи плафона, служит до некоторой степени связью свода с фресками на стенах капеллы, где золото используется в прорисовке многих деталей, особенно у Перуджино. Возможно, Микеланджело был вдохновлён медальонами на римской триумфальной арке у Боттичелли на ферске «Наказание Корея, Дафана и Абирона».

## Пророки и сивиллы

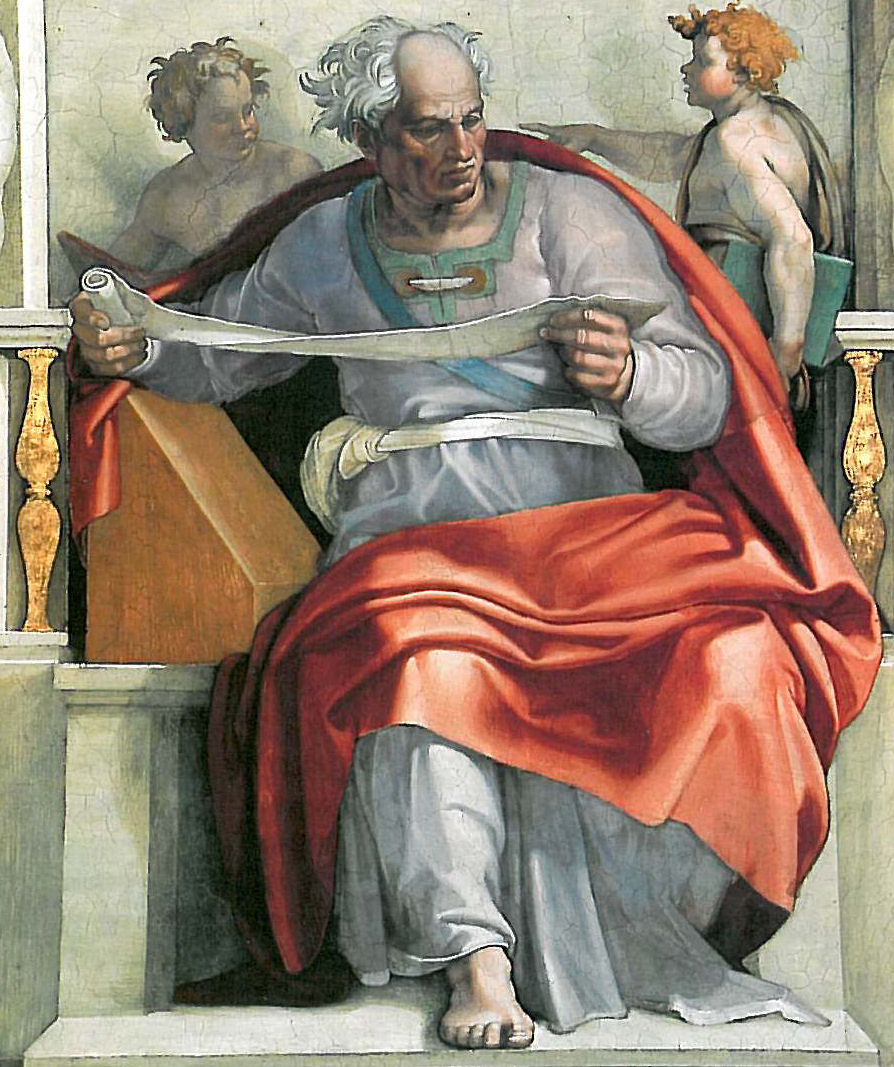
Пророк Иоиль.

На парусах сводов с обеих сторон и в торцах капеллы Микеланджело поместил самые большие фигуры: двенадцать персонажей, олицетворяющие предвидение будущего Спасения: семь пророков Израиля и пять сивилл Древнего Мира, их имена значатся на табличках под постаментами. Пророк Иона изображён над алтарём, пророк Захария — у входа в капеллу.
Среди семи пророков Израиля, выбранных Микеланджело, присутствуют четыре так называемых Главных Пророка: Исайя, Иеремия, Иезекииль и Даниил. Из двенадцати Малых пророков художник выбрал троих: Иоиля, Захарию и Иону. Хотя пророков Иоиля и Захарию считают «незначительными» из-за сравнительно небольшого количества страниц, которые они занимают в Библии, каждый из них изрекает важное пророчество.
Слова Иоиля: «…ваши сыновья и ваши дочери будут пророчествовать, ваши старцы будут видеть сны, ваши юноши видеть видения», являются существенными для декоративной схемы фрескового цикла Микеланджело, где среди обладающих даром предвидения представлены мужчины и женщины всех возрастов.
Захария предсказывал: «Созерцайте! Ваш Царь приезжает к вам, скромный и едущий на осле». Его изображению в капелле отведено место непосредственно над дверью, через которую папу римского несут в процессии в Вербное воскресенье, день, в который исполнилось пророчество Захарии: Иисус въехал в Иерусалим на осле и был объявлен Царём.

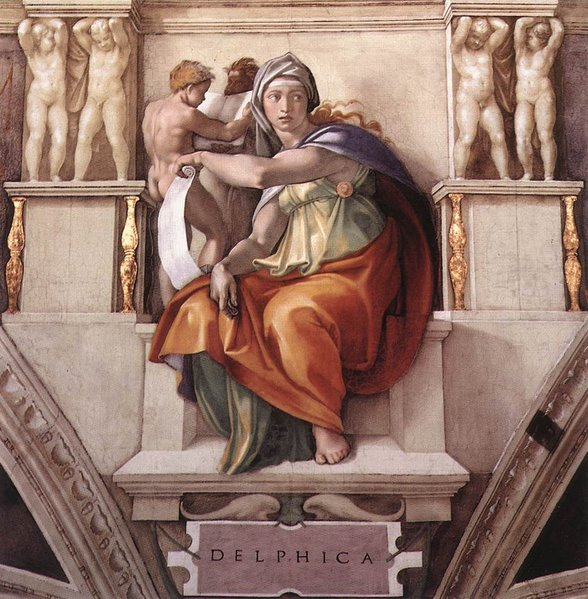
Дельфийская сивилла

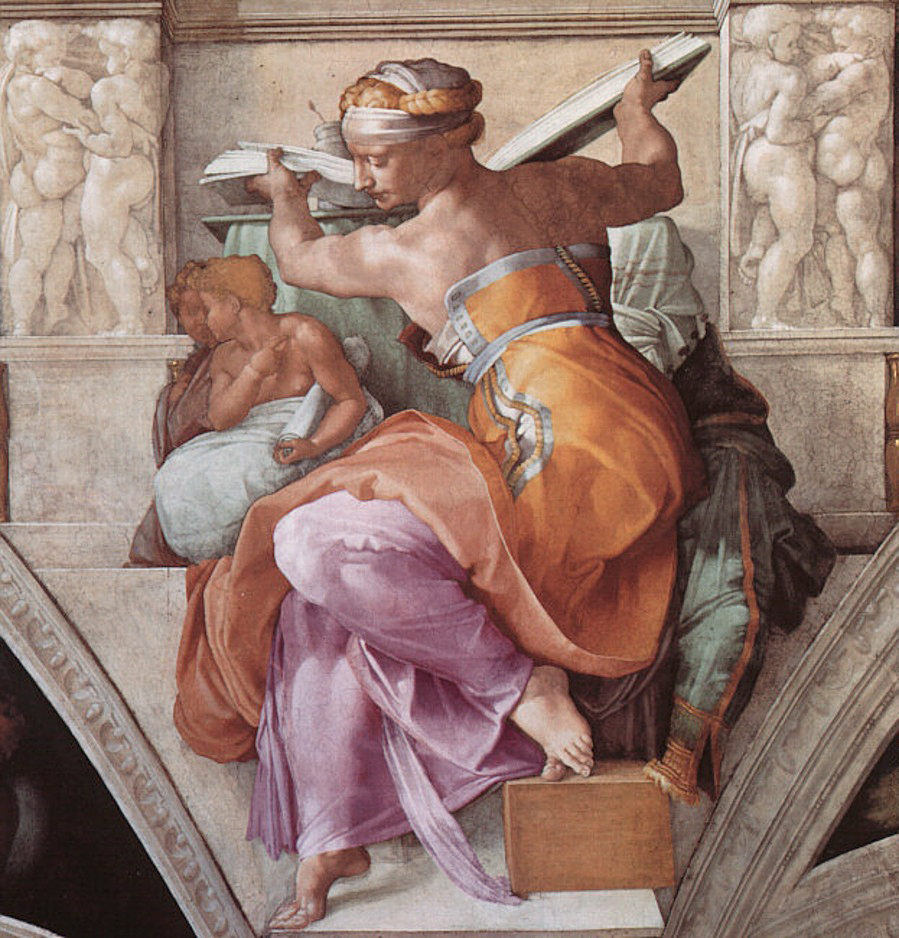
Ливийская сивилла

Основное пророчество Ионы — гибель языческой Ниневии, если её жители не покаются. Однако, это, возможно, не объясняет размещения его изображение на самом почётном месте — над алтарём. Непосредственно судьба самого Ионы предвосхищает страдания Христа. Пророк, не подчинившийся Богу, был проглочен китом и провёл в его чреве три дня и три ночи в молитвах, после же освобождения выполнил волю Господа, призвав к покаянию жителей Ниневии. Как Иона в чреве кита, так и Иисус после смерти на кресте провёл в земле три дня и три ночи. На своде Сикстинской капеллы Иона, сидящий рядом с «великой рыбой», обратил свой взгляд к Богу, тем самым представляя предзнаменование о Воскресении Христа.
Сивиллы — пророчицы, жившие в храмах по всему Древнему миру. Считается, что сивиллы, изображённые Микеланджело, предсказывали рождение Христа. Слова Кумской сивиллы, например, цитируемые Вергилием, объявившей о «новом потомстве Небес», которое возвратит «Золотой Век», интерпретируются как предсказание появления Иисуса. По христианской доктрине Христос пришёл не только к евреям, но и к язычникам. Подразумевалось, что до Рождества Христа Бог подготовил мир к его прибытию. Когда Иисус родился, о его рождении стало известно богатому и бедному, могущественному и униженному, евреям и язычникам. Три Волхва (библейских «Мага»), пришедшие к младенцу-Царю с драгоценными подарками, были представителями языческих народов. В связи с возросшим интересом к наследию языческого Классического мира, когда ученые обращались от изучения латинских трудов средневековых отцов церкви к трудам античных авторов, присутствие в Сикстинской капелле персонажей языческого мира вполне закономерно.
Неизвестно, почему Микеланджело поместил изображения именно этих пятерых предсказательниц из десяти-двенадцати известных сивилл. Джон О’Мэлли предполагает, что выбор был по географическому признаку: сивиллы представляют различные уголки Земли — Африку, Азию, Грецию и Ионию.

## Распалубки сводов

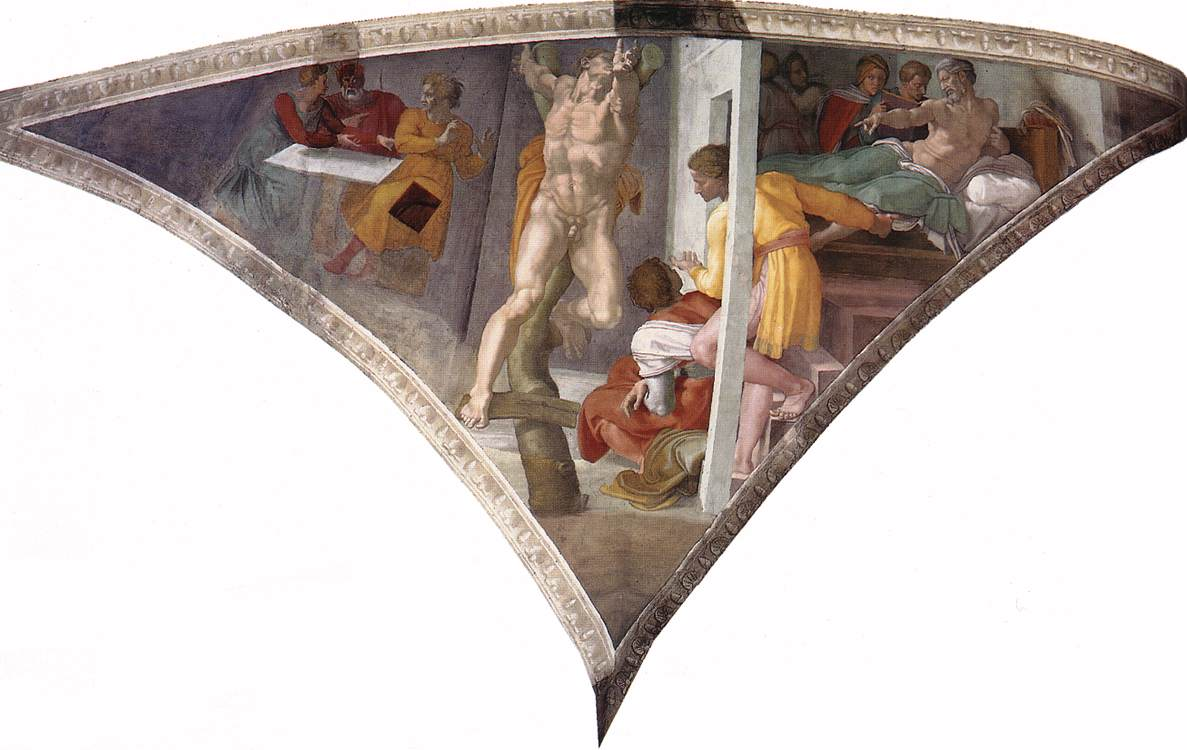
Наказание Амана

В каждом из четырёх углов капеллы, на изогнутых распалубках свода, Микеланджело изобразил четыре библейские истории, которые связаны со спасением народа Израиля Моисеем, Есфирью, Давидом и Юдифью
Фрески распалубков свода:
- Медный змий
- Наказание Амана
- Давид и Голиаф
- Юдифь и Олоферн

Первые две истории рассматривались богословами Средневековья и Возрождения в параллели с Распятием на кресте Иисуса. В истории о Медном змие народ Израиля, взроптавший на Бога, наказан нашествием ядовитых змей. Бог для вызволения людей, указывает Моисею воздвигнуть столб с медным змием. Микеланджело выбрал многофигурную композицию, изображая толпу погибающих от укусов змей, отделённую от уверовавших и спасённых.
Панель Наказание Амана повествует о раскрытии заговора военачальника персидского царя, задумавшего погубить еврейский народ («Книга Есфири»). Композиция панели выстроена по принципу триптиха: в центре — основная сцена — казнь Амана Король, её обрамляют изображения разоблачения заговора Есфирью и Артаксеркса, отдающего приказ.
Истории Давида и Юдифи очень популярны в искусстве эпохи Возрождения, особенно у флорентийских художников, так как тема ниспровержения тиранов была весьма злободневной в этом городе-республике.

## Ignudi

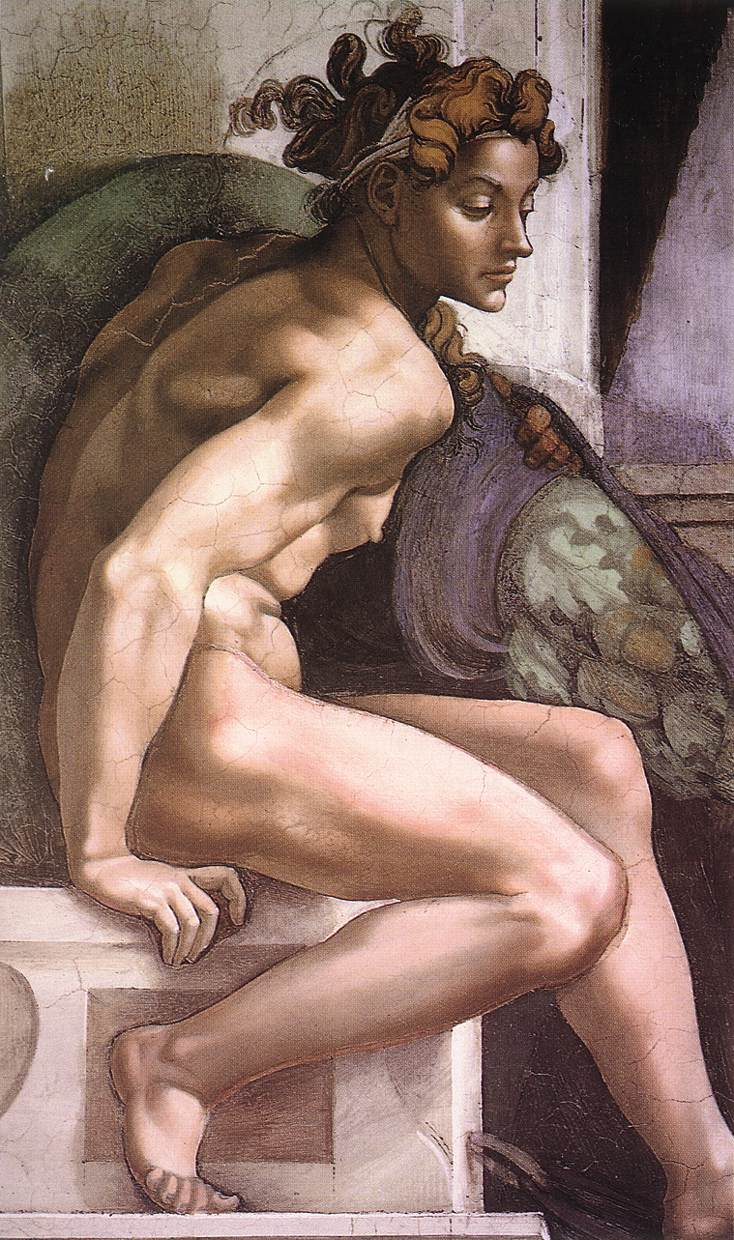
Ignudo. Девятая панель

Обнажённые юноши (итал. ignudi — обнажённые) окружают малые панели основного центрального пояса фресок. Несмотря на то, что они кажутся связанными с архитектурой тромплей, их значение не ограничивается декоративной ролью или геральдической функцией, приписанной им Вазари (так как некоторые из них держат гирлянды из дубовых листьев — намёк на герб Делла Ровере). Они скорее кажутся существами, находящимися, по определению Шарля де Тольная, «между человеческим и божественным». Микеланджело наделил ignudi той красотой, которая, согласно понятиям эпохи Возрождения, высказанным в том числе в знаменитой «Речи о достоинстве человека» (Oratio de hominis dignitate) Пико делла Мирандола, при созерцании порождает экзальтацию и помещает человека, созданного по образу и подобию Божию, в центр Мироздания.

## Предки Христа
В люнетах размещены предки Иисуса: согласно Евангелию от Матфея в генеалогии Христа насчитывается сорок поколений. Художник отошёл от средневековой иконографической традиции «древа Иессеева», названного в честь Иессея, отца Давида. Было распространено, особенно на витражах, изображение «древа», корнем которого был лежащий Иессей. Фигуры в люнетах по всей видимости изображение семей, но семей разделённых, как в буквальном смысле — табличками с именами предков Иисуса, так и в переносном, представляя собой весь спектр человеческих эмоций. Из четырнадцати люнетов, два, что, вероятно, были созданы в самом начале, с семьями Елеазара и Матфана и Иакова и Иосифа являются наиболее детально проработанными.

## Художественное значение и оценки росписи. Предшественники и последователи
Микеланджело был наследником традиций великих скульпторов и живописцев Флоренции XV века. Он проходил обучение сначала под руководством Доменико Гирландайо, известного двумя большими фресковыми циклами в капелле Сассетти и капелле Торнабуони, работавшего также и в Сикстинской капелле. В молодости Микеланджело испытал влияние двух самых известных флорентийских живописцев фрески раннего Ренессанса — Джотто и Мазаччо. Фигуры Адама и Евы, изгоняемых из Райского Сада, из фрески Мазаччо в церкви Санта Мария дель Кармине (капелла Бранкаччи), имели сильное воздействие на последующие изображения обнаженной натуры вообще, и в особенности на использование наготы для передачи эмоции человека. По словам Хелен Гарднер, у Микеланджело «тело является проявлением души, настроения и характера».

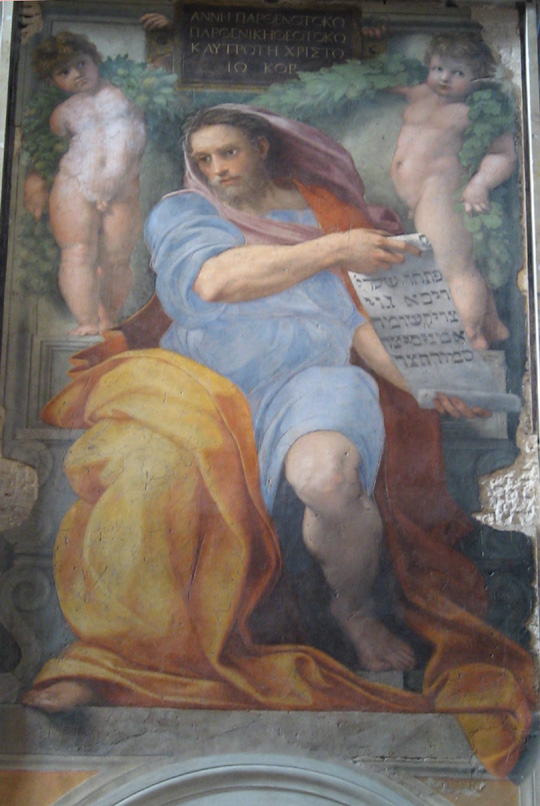
Рафаэль Исайя, написанный под впечатлением от пророков Микеланджело.

Микеланджело почти наверняка был под влиянием творчества Луки Синьорелли, чей фресковый цикл «Страшный суд» в Капелле Мадонны ди Сан-Брицио собора в Соборе Орвието (1499—1504) содержит большое количество обнажённых фигур в сложных ракурсах. В Болонье Микеланджело видел рельефы Якопо делла Кверча, украшающие двери собора. В Создании Евы Микеланджело повторил композицию одного из рельефов делла Кверчи. Однако остальные части цикла, особенно культовое Создание Адама демонстрируют «беспрецедентное новаторство» художника. По определению Э. Кон-Винера, Микеланджело решительно отходит от плоскостного изображения, создавая ощущение трёхмерного пространства, порывает со статичностью, присущей раннему Ренессансу, заставляя своих героев свободно двигаться в нём.

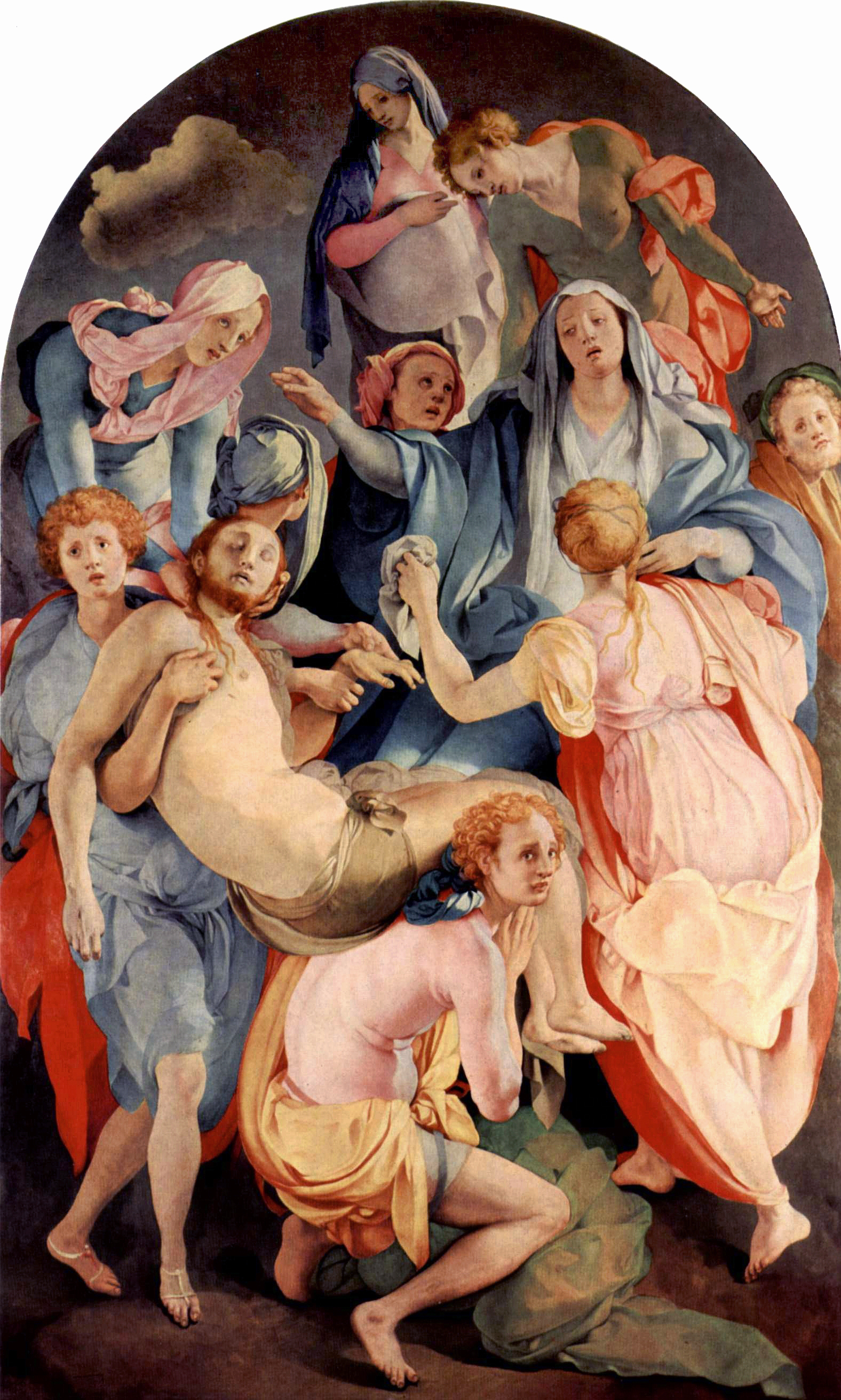
Снятие с креста Понтормо. Ок. 1525. Этот «„манифест“ зарождающегося маньеризма» создан под влиянием живописи Микеланджело.

Цикл фресок Микеланджело в Сикстинской капелле имел сильное воздействие на других художников, ещё до того, как была завершена работа над ним. Вазари в своей «Жизни Рафаэля» говорит о том, что Браманте, имевший ключи от капеллы, впускал туда Рафаэля, чтобы изучать фрески свода в отсутствие Микеланджело. Впечатлившись пророками Микеланджело, Рафаэль вернулся к своей фреске с изображением Исайи в церкви Сант-Агостино и, согласно Вазари, хотя она была закончена, он написал её заново, в более сильной манере. Джон О’Мэлли указывает, что ранее Рафаэль включил в «Афинскую школу» фигуру задумчивого Гераклита, подобного Иеремии со свода капеллы, но с лицом Микеланджело, облокотившегося на блок мрамора.
Решения художественных задач, найденные Микеланджело при работе над циклом, получили дальнейшее развитие в произведениях других мастеров изобразительного искусства: иллюзорная архитектура, анатомически верное изображение человеческого тела, перспективное построение пространства, динамика движений, ясный и сильный колорит. Габриель Барц и Эберхард Кёниг, говоря об Ignudi, отмечают: «Нет никакого другого изображения, которое имело бы столь длительный эффект воздействия на последующие поколения, чем это. Впредь подобные фигуры повторялись в неисчислимых декоративных работах, в станковой живописи, фреске или даже скульптуре».
Примечательную характеристику шедевра Микеланджело дал Генрих Вёльфлин: «Здесь, в Сикстинской капелле, Микеланджело впервые высказал положение, имеющее значение для всего века, а именно что вне красоты человеческих форм иной красоты не существует. Он принципиально отрицает растительно-линейный орнамент плоскости, и вместо ожидаемых завитков мы здесь видим человеческие тела, всюду человеческие тела, ни одного уголка с простым орнаментом, на котором отдохнул бы глаз. Конечно, Микеланджело соблюдает расчёт при расположении разнообразных разрядов фигур, обогащает колорит цветом металла и камня, но этого недостаточно. Можно сказать всё, что угодно, но в абсолютном заполнении плоскости человеческими телами скрывается странная, наводящая на размышления вольность. Тем не менее сикстинский потолок поражает, и в Италии едва ли что может с ним сравниться».
Микеланджело возвратился в Сикстинскую капеллу через двадцать пять лет, чтобы написать на алтарной стене «Страшный суд», по-новому интерпретируя сюжет о конце мира. В этой колоссальной фреске, где отчаявшиеся персонажи вовлечены в гигантский вихрь, центром которого выступает могучая фигура Христа, уже нет героизма Ренессанса, это рассказ о сломленном, подавленном человеке, конце возрожденческих иллюзий. Среди художников, на творчество которых значительное воздействие оказал Микеланджело, можно назвать Понтормо, Андреа дель Сарто, Россо Фьорентино, Корреджо, Тинторетто, Аннибале Карраччи, Паоло Веронезе и Эль Греко.

## Реставрация фресок капеллы (1980—1999)

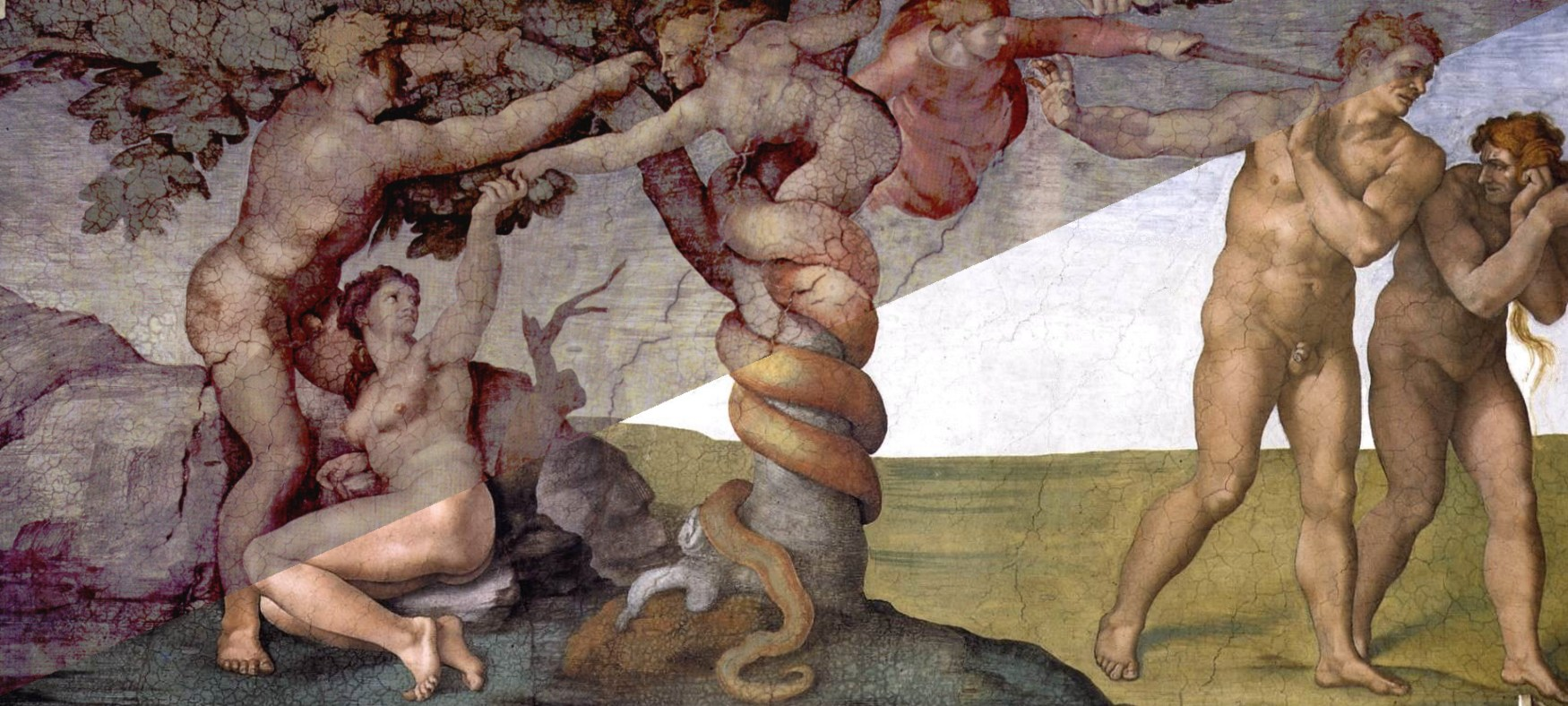
Составное изображение «Грехопадения и изгнания Адама и Евы» Микеланджело. Слева вверху — до реставрации, справа внизу — после

В 1543 году была введена официальная должность «уборщика» фресок Сикстинской капеллы. В 1565 году, вследствие оседания, часть панели Жертвоприношение Ноя осыпалась. Через три года Доменико Карневали восстановил повреждённый фрагмент фрески, этот участок с течением времени сильно потемнел. Реставрационные работы проводились также в 1625, 1710, 1903—1905 и в 1935—1936 годах. Были попытки очистить фрески от наслоений пыли и копоти. В 1710—1713 годах некоторые области, потерявшие цвет, подверглись перекрашиванию. В 1795 году из-за взрыва арсенала в замке Святого Ангела обвалилась часть панели Потоп, она так и осталась невосстановленной. Потемневшая от копоти роспись потолка в своё время заставила говорить ценителей искусства о «великом колористе» и «мрачном» художнике Микеланджело, чья живопись взяла свою «мраморную монотонность» от скульптуры. Однако, как показала реставрация, законченная в 1994 году, колористическое решение цикла с яркими и сильными цветами предвосхитило находки лучших мастеров маньеризма. Под наслоениями, удалённым реставраторами, делавшими живопись почти монохромной, открылись истинные краски Микеланджело. Однако результаты проведённых над фресками работ были восприняты неоднозначно: их критики утверждают, что Микеланджело прорабатывал детали росписи и тени по сухому, и эта часть авторского письма была безвозвратно удалена вместе с грязью.
Последняя реставрация фресок Сикстинской капеллы проводилась с июня 1980 по декабрь 1999 года. Стены и особенно потолок капеллы были покрыты свечной копотью, люнеты испытали также влияние выхлопных газов и были намного грязнее остальной росписи. Группа реставраторов состояла из двенадцати специалистов, в числе которых были: Джанлуиджи Колалуччи, Маурицио Росси, Пьерджорджо Бонетти, Бруно Баратти и другие. Перед началом работ, в 1979 году, были проведены необходимые исследования, тестирование, поиск подходящего растворителя. Первая стадия, работа над фресками люнетов, была завершена в октябре 1984 года. На следующем этапе реставрировалась роспись потолка, (закончена в декабре 1989), затем — «Страшный суд». Отреставрированные фрески были освящены папой римским Иоанном Павлом II 8 апреля 1994 года во время торжественной службы. На заключительном этапе, официально завершившемся 11 декабря 1999 года, реставрировались фрески стен капеллы, написанные Боттичелли, Гирландайо, Перуджино и другими художниками.
В январе 2007 года музеи Ватикана, где потолок Сикстинской капеллы является самым привлекательным экспонатом, посещало в среднем 10 000 человек в день. Ватикан, опасаясь, что недавно восстановленным фрескам будет нанесён ущерб, для уменьшения числа посетителей, объявил о намерении сократить часы посещения и увеличить входную плату.